# ノヴォクズネツカヤ駅
座標: 北緯55度44分29秒 東経37度37分46秒 / 北緯55.7415度 東経37.6295度
ノヴォクズネツカヤ駅（ノヴォクズネツカヤえき、ロシア語: Новокузнецкая）は、モスクワ地下鉄2号線の駅。

## 歴史
1943年11月20日に開業した。

## 乗り換え
- 6号線トレチャコフスカヤ駅
- 8号線トレチャコフスカヤ駅